# レオン・シウール

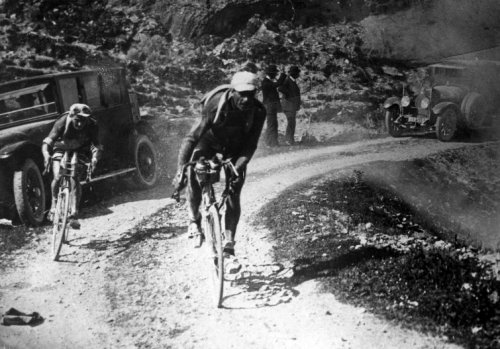
レオン・シウール

レオン・シウール（Léon Scieur、1888年3月19日 - 1969年10月7日）は、ベルギー、フロランヌ出身の元自転車競技選手。

## 経歴
1920年、リエージュ〜バストーニュ〜リエージュを制覇。翌1921年のツール・ド・フランスでは総合優勝を果たすことになる。
1921年のツールでは、同胞のエクトール・ウースガンとの一騎討ちとなった。第2ステージ終了後トップに立ったシウールに対し、第5ステージにおいてシウールのパンクに乗じて、ツールマレー峠以降トップに立ち、そのまま区間優勝を果たしたウースガンが一気に25分縮め、シウールとの差は4分06秒差となった。しかし第9ステージにおいてウースガンに対して10分以上の差をつけたことでほぼ決着をつけ、総合優勝を果たした。
1924年に現役を引退。引退後は石炭及びガスの販売業者に転じた。